# Liste der kurländischen Gouverneure am Gambia
Die Liste der kurländischen Gouverneure am Gambia listet die Kommandanten bzw. die Gouverneure der Kurländischen Kolonie am Gambiafluss, die von 1651 bis 1661 mit Unterbrechungen bestand.
| Amtszeit                         | Gouverneur                                          | Anmerkung                      |
| -------------------------------- | --------------------------------------------------- | ------------------------------ |
| 26. Oktober 1651 – 12. Mar 1652  | Pieter Schulte († nach 1653)                        |                                |
| 12. März 1652–1653               | Heinrich Fock († 1654)                              | 1. Amtszeit (interim)          |
| 1653–1654                        | Friedrich Wilhelm von Trotta, gen. Treiden († 1654) |                                |
| 1654 – August 1654               | Heinrich Fock                                       | 2. Amtszeit (interim)          |
| August 1654–1655                 | Wilhelm Philipp von Seitz († nach 1656)             |                                |
| 1655 – Februar 1657              | Otto Stiel († 1670er?)                              | 1. Amtszeit (interim)          |
| Februar 1657 – 1657              | Joachim Deninger von Olinda († 1658)                |                                |
| 1657 – 4. Februar 1659           | Otto Stiel                                          | 2. Amtszeit (interim bis 1658) |
| 4. Februar 1659 – 10. Jun 1660   | Niederländische Besetzung                           |                                |
| 10. Juni 1660 – 3. Jul 1660      | Otto Stiel                                          | 3. Amtszeit                    |
| 3. Juli 1660 bis 2. August 1660  | Niederländische Besetzung                           |                                |
| 2. August 1660 bis 19. März 1661 | Otto Stiel                                          | 4. Amtszeit                    |